# سيلزو أوتيرو
سيلزو أوتيرو (بالإسبانية: Celso Otero)‏ (مواليد 1 فبراير 1959) هو لاعب كرة قدم. يلعب مع منتخب الأوروغواي لكرة القدم. سبق له أن لعب في كأس العالم لكرة القدم مع منتخب بلاده.

## روابط خارجية
- سيلزو أوتيرو على موقع الاتحاد الدولي (مؤرشف)  (الإنجليزية)
- سيلزو أوتيرو على موقع قاعدة بيانات كرة القدم.إي يو (الإنجليزية)
- سيلزو أوتيرو على موقع ناشيونال فوتبول تيمز (الإنجليزية)
- سيلزو أوتيرو على موقع عالم كرة القدم.نت (الإنجليزية)